# Себастијан Јатра
Себастијан Обандо Хиралдо (шп. Sebastian Obando Giraldo; Медељин, 15. октобар 1994), познатији као Себастијан Јатра (шп. Sebastián Yatra) колумбијски је поп-рок певач и композитор. Постигао је међународно признање захваљујући песми Como mirarte (2016), након потписивања уговора са Universal Music Latin Entertainment.

## Биографија

### Детињство
Себастијан је рођен у Медељину. Са пет година настанио се са својом породицом у Мајамију, САД, где је започео своје студије у области музике. У дванаест година почео је да компонује своје прве песме, бирајући музику као професију чиме започиње и своју музичку каријеру.

## Почетак каријере
У 2013. години покренуо је у САД, Колумбији, Венецуели и Еквадору први промотивни сингл - El psicólogo, баладу коју је сам компоновао. Кроз неколико недеља од премијере, песма достиже трече место на музичкој националној листи у Колумбији и број један у Венецуели и Еквадору. Иатра се касније фокусирао на снимање други песме Para olvidar.

## Дискографија

### Албуми
| Годину | Албум                                                                                               | Позиционирање у листама | Позиционирање у листама | Позиционирање у листама | Позиционирање у листама | Позиционирање у листама |
| Годину | Албум                                                                                               | Аргентина               | Мексико                 | Шпанија                 | САД                     | САД-ЛАТ.                |
| ------ | --------------------------------------------------------------------------------------------------- | ----------------------- | ----------------------- | ----------------------- | ----------------------- | ----------------------- |
| 2018   | Мантра - Датум објаве: 18. мај 2018. године - Издавачка Кућа: Латино Јуниверзал Мјузик - Формат: ЦД | 1                       | 2                       | 22                      | 192                     | 3                       |

## Награде и номинације
| Година | Награда                    | Категорија          | Рад                 |
| ------ | -------------------------- | ------------------- | ------------------- |
| 2017   | Латино Греми               | Нови извођач        | Él mismo            |
| 2017   | Латино Греми               | Поп албум           | Extended Play Yatra |
| 2018   | Latin American Music Award | Нови извођач године | Él mismo            |
| 2018   | Латино Греми               | Песма године        | Robarte un Beso     |